# Engenulfo de l'Aigle
Engenulfo de l'Aigle también citado por Wace en Roman de Rou como Engerran de l'Aigle (L'Aigle, c. 1010-Hastings, 14 de octubre de 1066), fue un noble caballero normando, señor y castellano de L'Aigle, vasallo de Roberto de Mortain. Es uno de los quince compañeros probados de Guillermo el Conquistador en su conquista de Inglaterra. Pertenecía a la próspera familia de l'Aigle, siendo conocido por sus donaciones a la abadía de Saint-Évroult y el monasterio de Saint-Sulpice-sur-Risle situada a unos 3 Km. de L'Aigle. Según los cantares de gesta que recitaban los juglares que honraban su valentía, murió en el campo de batalla mientras perseguía a los anglosajones que huían de la batalla de Hastings, como así se representa en el tapiz de Bayeux, donde aparece montando a caballo entre las palabras DERVN y SIMVL, y a su izquierda un soldado sajón con hacha. La Crónica de Normandía, basada en el Roman de Rou, menciona a «Engenulfo de l'Aigle» entre quienes participaron en la conquista de Inglaterra en 1066. Orderico Vitalis confirmó su muerte en la batalla de Hastings «Engenulfo Aquilensis oppidanus».
En los cuentos de Puck de la colina de Pook de Rudyard Kipling aparece una cita, extracto de los cantares:
«En Santlache, más allá de la colina» —señaló al sureste hacia Fairlight— «encontramos a los hombres de Harold». Luchamos. Al final del día, huyeron. Mis hombres fueron con los de De Aquila a perseguir y saquear, y en esa persecución, Engerrard del Águila fue asesinado, y su hijo Gilbert llevó su estandarte y a sus hombres al frente.
Fue el único de los más prominentes nobles normandos muerto en combate,  junto a un grupo de caballeros que cayeron y perecieron en una zanja ancha y profunda (más tarde llamada Malfosse o «zanja malvada» por los monjes de Abadía de Battle) donde murieron tantos hombres y caballos que la zanja acabó rebosando de cadáveres.

## Herencia
Se casó con una dama llamada Richvaride, según Orderico Vital una dama vinculada con la familia de Guillermo fitz Giroie. Hiltrude, la esposa de Guillermo, y Richvaride eran hermanas. Fruto de esa relación nacieron varios hijos:
- Robert de L'Aigle (c. 1030-?);
- Bertha de l'Aigle, condesa de Surrey (c. 1040-1130), esposa de Enrique de Ferrières;
- Gilbert de L'Aigle (c. 1070-25 de febrero de 1092). Asesinado por 15 caballeros de Perche;
- Roger de L'Aigle (m. 1060), murió asesinado.[12]
- Richer de L'Aigle, señor de l'Aigle (c. 1050-18 de noviembre de 1085).